# 普朱尔辛
普朱尔辛（英語：Puzur-Sin）（约活动于公元前18世纪前后），古亚述时期的亚述国王，公元前1706年阿辛努姆死后，亚述政局动荡不安，诸人争夺君位，进入空位时代。他为其中的亚述统治者之一，在位时期将伊什美达干所留下的后代予以清除。与其同时，巴比伦亦纷争频繁。